# Кликбейт
Кликбейт (на английски: clickbait, в превод: „примамка за кликания“, „стръв за кликания“) е пейоративен термин, описващ уеб съдържание, което цели генерирането на приходи от онлайн реклама, правейки компромис с качеството и точността на предоставяната информация. При кликбейта се разчита на сензационни заглавия и „хващащи окото“ мини-картинки (thumbnail), които да привличат кликвания върху тях и така да насърчават разпространението и споделянето по онлайн социалните мрежи на манипулативни материали.
Clickbait заглавията обичайно се възползват от любопитството на потребителите, като предоставят точно толкова информация, колкото да подразнят любопитството, но недостатъчно, за да го задоволят, като така карат потребителя да щракне върху хипервръзката, за да достигне пълното съдържание.
От историческа гледна точка, техниките, прилагани от авторите на кликбейт съдържание, може да се смятат за производни на жълтата журналистика, която предоставя малко или никакви достоверни и добре проучени новинарски материали, замествайки ги с привличащи вниманието заглавия, които включват преувеличено поднесени събития, скандали, провокации, сензации.